# Milan-San Remo 1914
La 8e édition de la course cycliste, Milan-San Remo a eu lieu le 5 avril 1914 et a été remportée par l'Italien Ugo Agostoni. 

## Classement final
|    | Cycliste            | Pays      | Équipe                  | Temps            |
| -- | ------------------- | --------- | ----------------------- | ---------------- |
| 1  | Ugo Agostoni        | Italie    | -                       | 10 h 32 min 32 s |
| 2  | Carlo Galetti       | Italie    | Bianchi-Pirelli         | m. t.            |
| 3  | Charles Crupelandt  | France    | La Française-Hutchinson | m. t.            |
| 4  | Jean Alavoine       | France    | Peugeot-Wolber          | m. t.            |
| 5  | Giuseppe Santhià    | Italie    | -                       | m. t.            |
| 6  | Luigi Ganna         | Italie    | -                       | m. t.            |
| 7  | Luigi Lucotti       | Italie    | Maino-Dunlop            | m. t.            |
| 8  | Vincenzo Borgarello | Italie    | -                       | m. t.            |
| 9  | Donald Kirkham      | Australie | -                       | m. t.            |
| 10 | Alfonso Calzolari   | Italie    | Stucchi-Dunlop          | m. t.            |